# Кубок Сербии и Черногории по волейболу среди женщин
Кубок Сербии и Черногории по волейболу — ежегодное соревнование женских волейбольных команд Сербии и Черногории. Проводился в сезонах 2003—2005, а также в 1992—2002 годах как Кубок Союзной Республики Югославия. Наибольшее число побед (период 1992—2005) на счету команды «Единство» Ужице — 9.

## Кубок Союзной Республики Югославия
- 1992 «Црвена Звезда» Белград
- 1993 «Единство» Ужице
- 1994 «Единство» Ужице
- 1995 «Поштар-064» Ужице
- 1996 «Единство» Ужице
- 1997 «Единство» Ужице
- 1998 «Единство» Ужице
- 1999 «Единство» Ужице
- 2000 «Единство» Ужице
- 2001 «Раднички» Белград
- 2002 «Црвена Звезда» Белград

## Кубок Сербии и Черногории
- 2003 «Единство» Ужице
- 2004 «Поштар-064» Белград
- 2005 «Поштар-064» Белград

## Титулы
Все клубы-победители представляли Сербию.
| Клуб                    | Победы |
| ----------------------- | ------ |
| «Единство» Ужице        | 9      |
| «Поштар»-064 Белград    | 3      |
| «Раднички» Белград      | 1      |
| «Црвена Звезда» Белград | 1      |